# Gene Reynolds
Gene Reynolds (Cleveland, 4 de abril de 1923 – Burbank, 3 de fevereiro de 2020) foi um ator, roteirista, diretor e produtor estadunidense. Ele foi um dos produtores da série de TV M*A*S*H.
Morreu no dia 3 de fevereiro de 2020, aos 96 anos.

## Filmografia
| Ano  | Título                         | Papel                         |
| ---- | ------------------------------ | ----------------------------- |
| 1934 | Babes in Toyland               | garoto                        |
| 1935 | Transient Lady                 | garoto                        |
| 1935 | The Calling of Dan Matthews    | amigo de Tommy                |
| 1936 | Too Many Parents               | Cadet                         |
| 1936 | Sins of Man                    | Karl Freyman (como um garoto) |
| 1936 | Thank You, Jeeves!             | Bobby Smith                   |
| 1937 | Captains Courageous            | Menino, em, loja de impressão |
| 1937 | The Californian                | Ramon como uma criança        |
| 1937 | Madame X                       | Raymond Fleuriot (age 12-14)  |
| 1937 | Thunder Trail                  | Richard Ames (garoto)         |
| 1937 | In Old Chicago                 | Dion O'Leary garoto           |
| 1938 | Of Human Hearts                | Jason Wilkins (garoto)        |
| 1938 | Love Finds Andy Hardy          | Jimmy McMahon                 |
| 1938 | The Crowd Roars                | Tommy McCoy (garoto)          |
| 1938 | Boys Town                      | Tony Ponessa                  |
| 1939 | The Spirit of Culver           | Carruthers                    |
| 1939 | The Flying Irishman            | Clyde 'Douglas' Corrigan      |
| 1939 | They Shall Have Music          | Frankie                       |
| 1939 | Bad Little Angel               | Tommy Wilks                   |
| 1940 | The Blue Bird                  | Menino estudioso              |
| 1940 | Edison, the Man                | Jimmy Price                   |
| 1940 | The Mortal Storm               | Rudi Roth                     |
| 1940 | Gallant Sons                   | Johnny Davis                  |
| 1940 | Santa Fe Trail                 | Jason Brown                   |
| 1941 | Andy Hardy's Private Secretary | Jimmy McMahon                 |
| 1941 | The Penalty                    | Roosty                        |
| 1941 | Adventure in Washington        | Marty Driscoll                |
| 1942 | Junior G-Men of the Air        | Eddie Holden                  |
| 1942 | The Tuttles of Tahiti          | Ru                            |
| 1942 | Eagle Squadron                 | The kid                       |
| 1948 | Jungle Patrol                  | Lt. Marion Minor              |
| 1949 | The Big Cat                    | Wid Hawks                     |
| 1949 | Slattery's Hurricane           | Operador da torre de controle |
| 1953 | 99 River Street                | Chuck                         |
| 1954 | Prisoner of War                | Capt. Richard Collingswood    |
| 1954 | Down Three Dark Streets        | Vince Angelino                |
| 1954 | The Bridges at Toko-Ri         | C.I.C. oficial                |
| 1954 | The Country Girl               | Larry                         |
| 1955 | The McConnell Story            | B-17 piloto                   |
| 1956 | Diane                          | Montecuculli                  |